# Microsoft Tablet PC

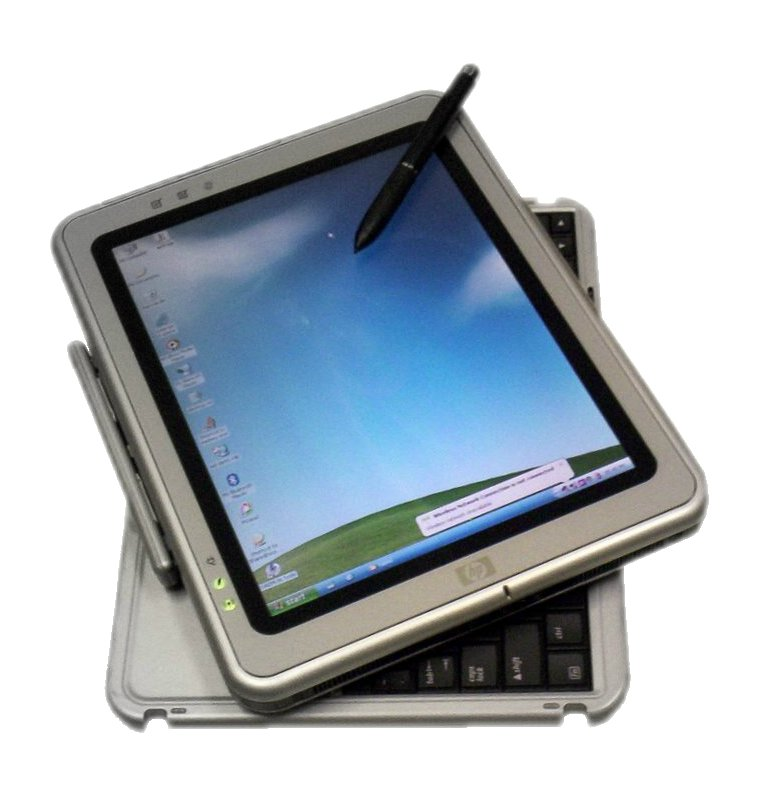
Microsoft Tablet PC od společnosti Hewlett-Packard.

Microsoft Tablet PC (též jen Tablet PC) je již opuštěná řada tabletových počítačů firmy Microsoft. Jejich nástupcem je Microsoft Surface. Microsoft Tablet PC byly označovány jako mezistupeň mezi notebookem a kapesním počítačem (PDA). Podle původních představ jimi měl být definován nový jednoúčelový přenosný počítač s vysokou výdrží baterií ovládaný pomocí stylusu s rezistivním dotykovým displejem.
Uvedení iPadu na trh v lednu 2010 znamenalo ukončení éry Tablet PC a přechod k tabletům s kapacitním dotykovým displejem a specializovanými mobilními systémy uzpůsobenými pro ovládání prstem (Android, iOS).

## Charakteristika
Microsoft Tablet PC byly převážně založeny na x86 architektuře IBM-PC a byly plně funkčními osobními počítači, používajícími mírně upravený operační systém Microsoft Windows tak, aby podporovaly jejich dotykové obrazovky namísto tradičních displejů, myší a klávesnic. Typický Tablet PC byl ovládán stylusem, protože ovládání vyžadovalo vysokou přesnost pro výběr ovládacích prvků, jako je například tlačítko pro zavření okna.

### Booklet
Kategorie Booklet Tablet PC nebyla masově vyráběna.[zdroj?] Na první pohled vypadá jako kniha, uvnitř se však skrývá PC. Booklety se používaly jako plánovací kalendáře, čtečky elektronických knih či k prohlížení fotoalb.

### Slate
Pro typ slate jsou charakteristické kompaktní rozměry. Zařízení vypadá jako tenká placka, bez hardwarové klávesnice. Klávesnice je emulována softwarově na dotykový displej, případně pokud zařízení disponuje odpovídajícím rozhraním, je možné připojit klávesnici externí.

### Konvertibilní
Konvertibilní Tablet PC se konstrukčně velmi podobají běžným notebookům. Mají stejnou klávesnici, ale navíc obsahují dotykový displej a kloub, který umožňuje víko s displejem, kromě vyklápění, také otočit kolem své vertikální osy až o 180°. Toto otočení umožní používání zařízení i v zavřeném stavu. Typickým zástupcem je ThinkPad X41 Tablet.

### Hybridní
Hybridní kategorie spojuje výhody[zdroj?] konvertibilních a slate Tablet PC. Mají odpojitelnou dedikovanou klávesnici. Pokud je připojena, patří mezi konvertibilní Tablet PC. Pokud klávesnici odpojíme, zařadí se mezi slate Tablet PC. Veškerá elektronika musí být proto v části s displejem. Tuto kategorii proslavily především řady TC1000 a TC1100 od firmy HP/Compaq.